# Ескі-Сарай (мечеть)
Ескі-Сарай (крим. Eski Saray, Старий Палац) — колишня мечеть в селі Джолман Сімферопольського району Автономної Республіки Крим, пам'ятка кримськотатарської архітектури 14 століття.

## Історія
Мечеть розташована в долині річки Салгир на місці зниклого поселення Ескі-Сарай. Раніше тут, окрім мечеті, був також монетний двір і палац (останній і дав назву поселенню). Мечеть було зведено за часів, коли Крим був улусом Золотої Орди.
Ескі-Сарай є однією з найстаріших мечетей у Криму. Вона являє собою чотирикутну споруду, при ній є мала мечеть (існує припущення, що вона була призначена для жінок), а також руїни мінарета. 1923 року мечеть досліджував професор П. В. Нікольський. За його записами, у той час будівлю прикрашав купол, що не зберігся до нашого часу. У радянський період було кілька спроб реставрувати мечеть. 1969 року було проведено роботи з консервації пам'ятки: виконано ін'єкції тріщин, частково відновлено кладку нижнього ряду віконних прорізів, всередині стіну укріплено залізобетонним поясом.

## Галерея

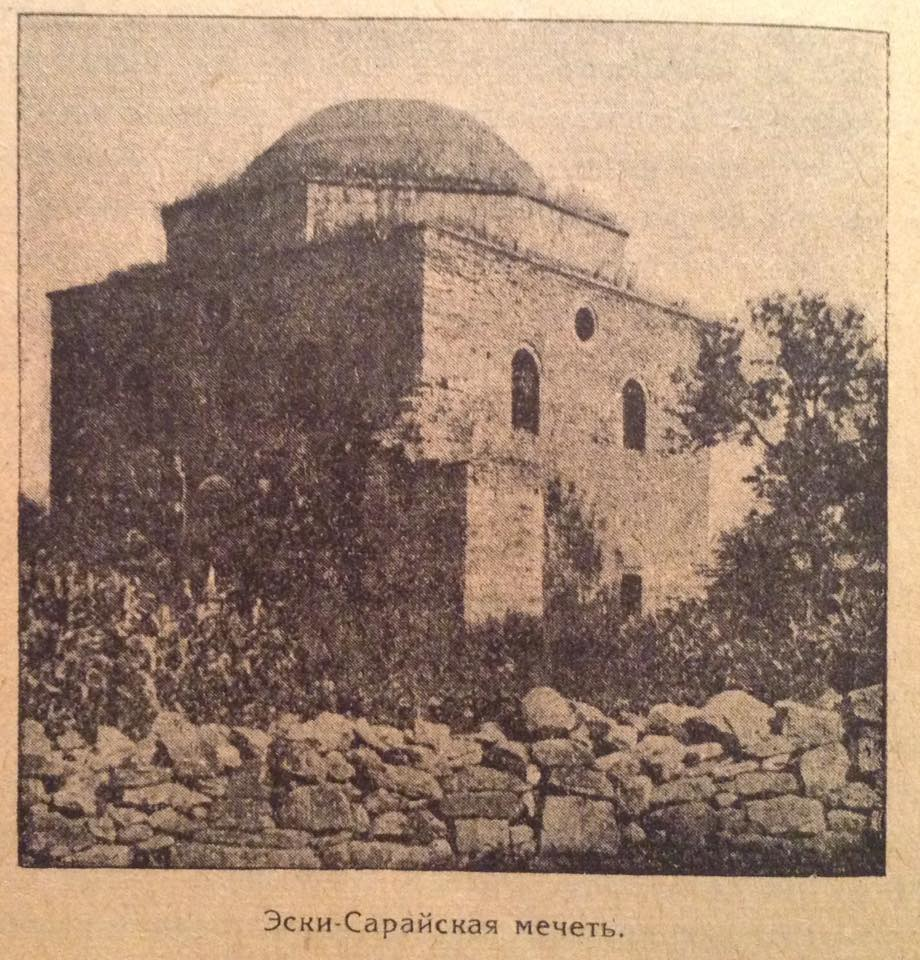
1915 рік
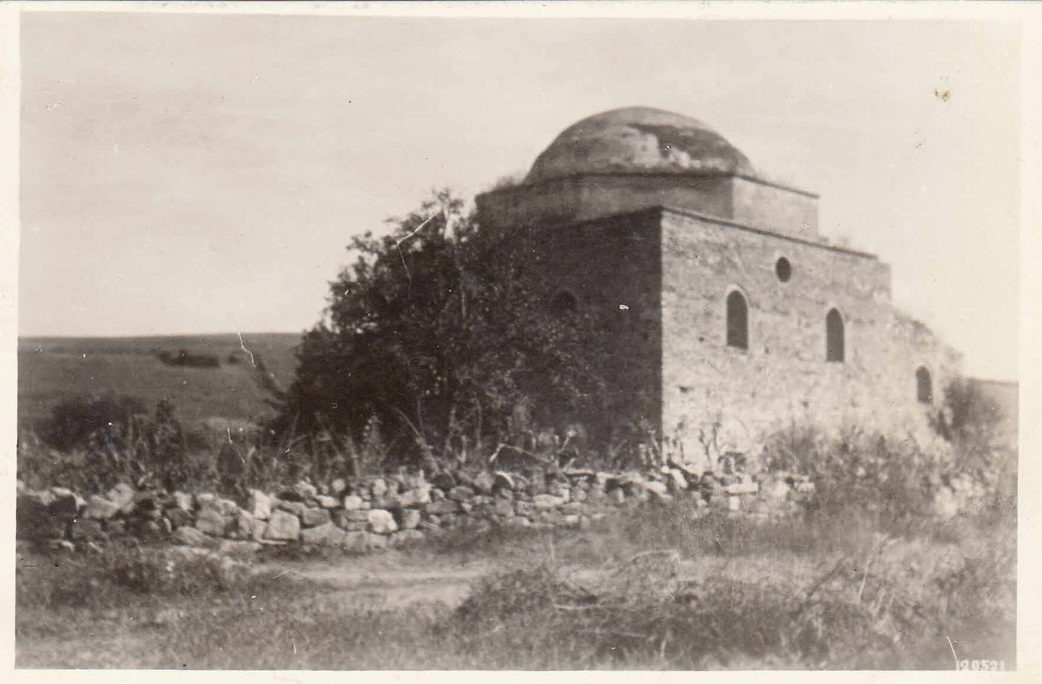
1921 рік
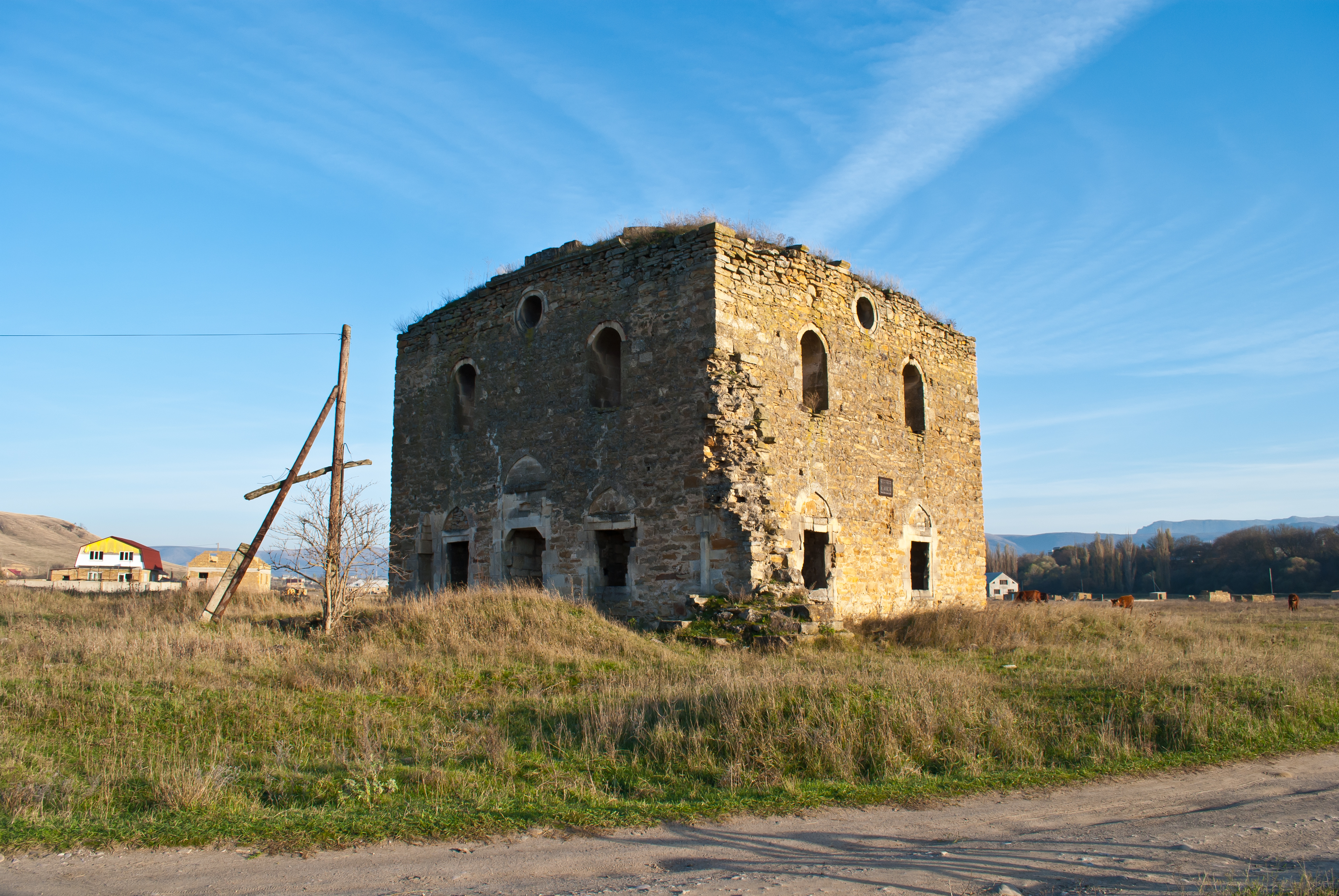
2013 рік
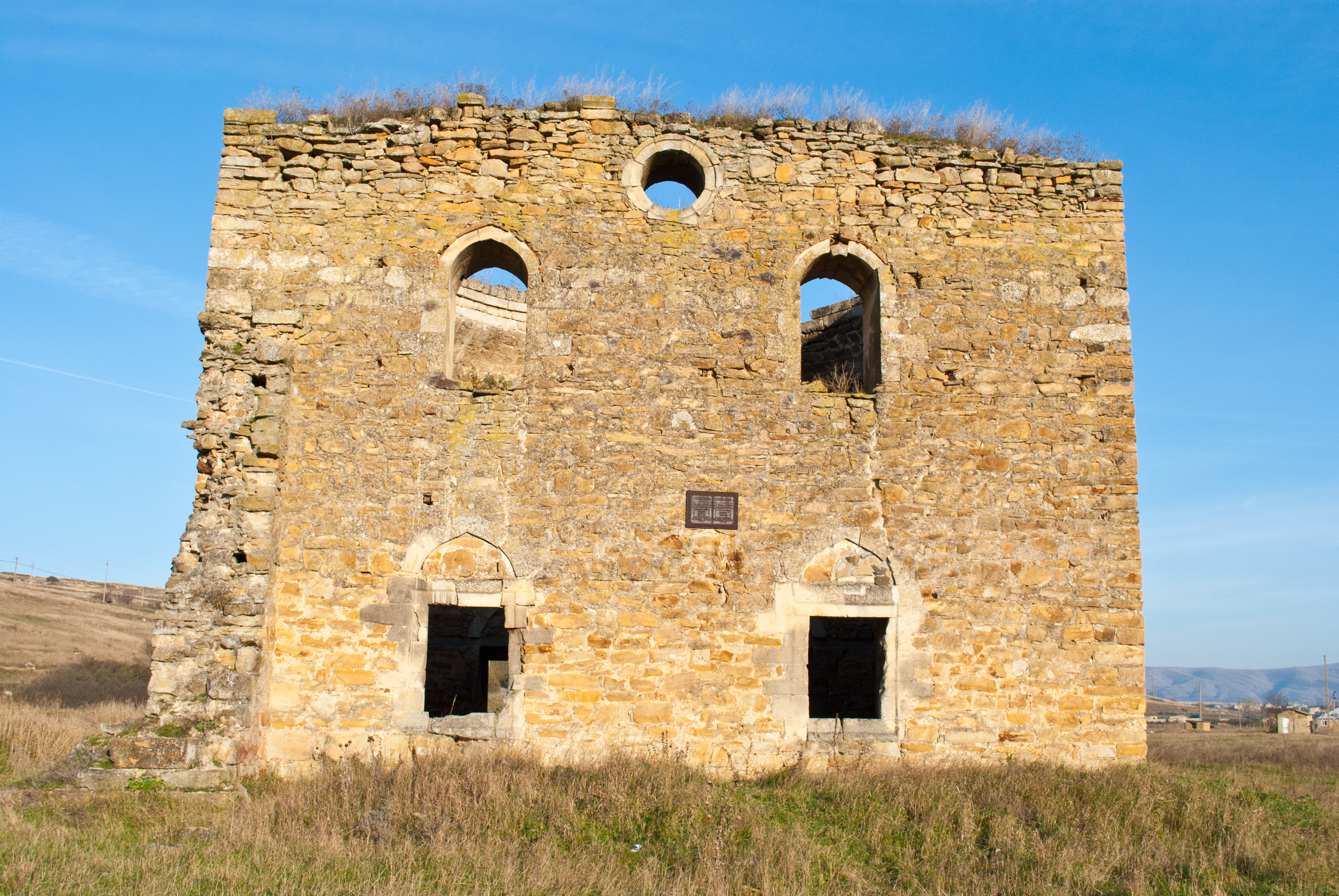
2013 рік
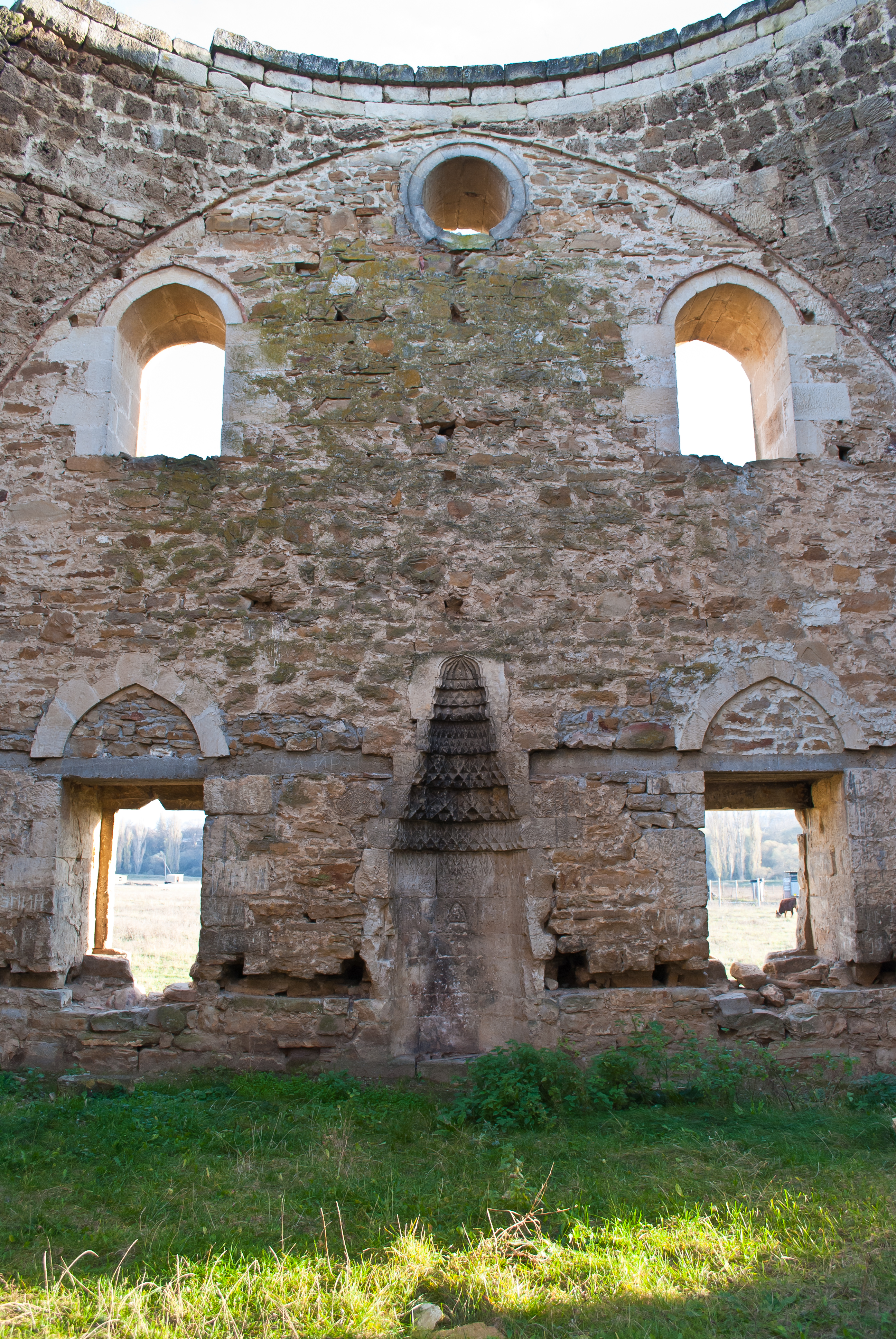
2013 рік
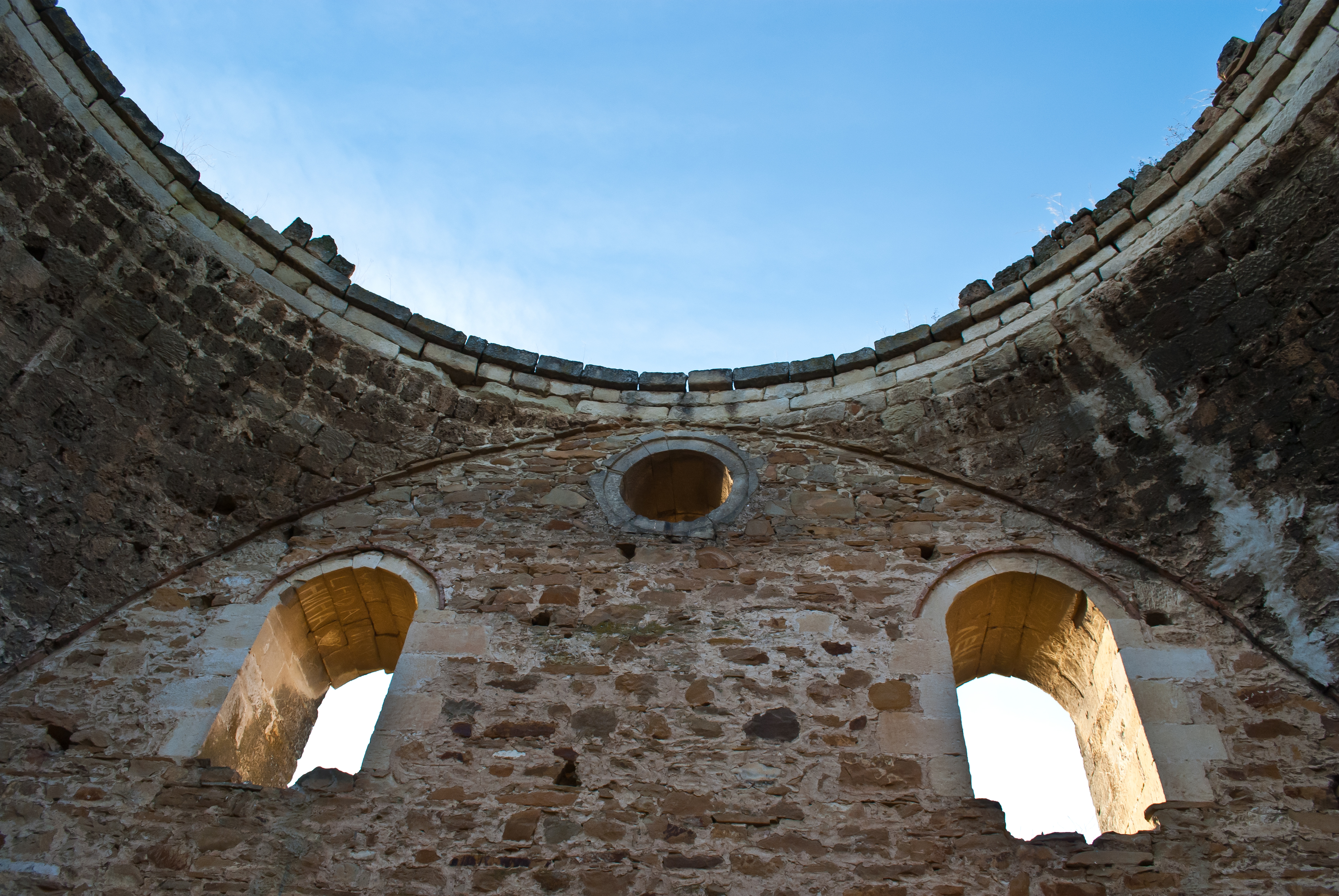
2013 рік